# Кермек (стоянка)
Кермек — раннепалеолитическая стоянка древнего человека на Таманском полуострове, на его северном (азовском) берегу в Ахтанизовском сельском поселении Темрюкского района Краснодарского края России. К востоку от Кермека находятся стоянки Родники 1—4 и Богатыри/Синяя балка.
Стоянка находится в 500 м к северо-западу от посёлка За Родину и в 250 метрах от устья Синей балки. Она связана с толщей плейстоценовых отложений, которая хорошо обнажена в береговом обрыве Азовского моря. Верх толщи срезан водной эрозией и перекрыт в более позднее время слоистой пачкой аллювиально-морских отложений. Данный разрез впервые описали в 1934 году И. М. Губкин и М. И. Варенцов, определившие куяльницкий возраст его отложений. Наряду с фауной моллюсков, позволившей датировать отложения разреза поздним куяльником, в этих же отложениях обнаружены многочисленные находки мелких млекопитающих в соседних палеонтологических местонахождениях Тиздар 1 (зона MQR11) и Тиздар 2 (зона MQR10), которые относятся к доолдувайскому времени и коррелируют с ранней частью псекупского фаунистического комплекса. В ходе обследования и расчистки данного разреза В. Е. Щелинским был обнаружен литологический слой 4А между глинами слоя 4 и песками слоя 5, оказавшийся культуросодержащим слоем олдувайской стоянки верхнекуяльницкого возраста. В магнито-хронологической шкале вся толща отложений помещается ниже палеомагнитного эпизода Олдувай, то есть она древнее 1,95 млн лет. Но, так как слой толщи со стоянкой сложен рыхлыми песками, гравием и галечниками, палеомагнитное изучение которых почти невозможно, для датировки стоянки Кермек есть два варианта — либо стоянка относится к доолдувайскому времени (древнее 1,95 млн лет), либо она датируется временем палеомагнитного эпизода Олдувай в интервале 1,95—1,77 млн л. н., что более согласуется с характером каменной индустрии стоянки.
По данным на 2013 год на стоянке Кермек изучено ок. 30 м² культуросодержащего слоя. Культурные остатки в слое представлены как каменными изделиями, так и обломками костей ископаемых млекопитающих крупного и среднего размера, коллекциями зубов мелких млекопитающих и раковинами моллюсков. Найдено 279 каменных изделий, изготовленных из местного окварцованного доломита. 160 экземпляров орудий являются крупными (более 5 см), остальные мелкие. Основные группы изделий: нуклеусы — 11 экз., отщепы — 101 экз., орудия со следами вторичной обработки — 167 экземпляров (чопперы — 18 экз., скрёбла — 42 экз., пики — 10 экз., грубые бифасы — 2 экз., клювовидные орудия — 15 экз., шиповидные орудия — 9 экз., зубчатые — 14 экз., выемчатые — 4 экз., отщепы с частичной обработкой — 31 экз., обломки плиток доломита с частичной обработкой — 10 экз., некоторые другие формы — 12 экз.). На стоянке Кермек доля орудий из отщепов составляет 28,3 %, на стоянке Родники 1 (1,6—1,2 млн лет назад) — 28,6 %, на стоянке Богатыри (1,2—1 млн лет назад) — 36,8 %, на самой молодой стоянке Родники-4 — 46,8 %.
Технология обработки камня и орудий в индустрии стоянки Кермек во многом олдувайская, однако, как и в таманской индустрии архаичного ашеля (индустрия стоянок Родники 1 и Родники 4), в ней также представлены особо крупные отщепы и пики.
Создатели таманской раннеашельской индустрии со стоянки Кермек занимались пляжевым собирательством белковой пищи, о чём свидетельствуют находки в культуросодержащем слое стоянки раковин съедобных моллюсков (особенно крупных унианид из родов Margaritifera и Bogatschevia), костных остатков дельфина (Delphinidae gen. indet.), рыб (плотва, сом, щука) вместе с каменными орудиями и костями крупных наземных млекопитающих.
Не считая единичной находки кости верблюда со следами рубки и пиления-резания каменным орудием из местонахождения Ливенцовка в Ростовской области (2,1—1,97 млн л. н.), стоянка Кермек является древнейшей стоянкой не только в России, но и в Западной Азии за пределами Кавказа, где также имеются стоянки возрастом ок. 2 млн лет — в Грузии (Дманиси), Армении (Карахач, Мурадово), Дагестане (Айникаб, Мухкай, Гегалашур).
На некоторых обломках костей млекопитающих найдены следы порезов от использования каменных орудий при разделке туш. Находки в культуросодержащем слое обожжённых костей,  костного и древесного угля говорят о том, что обитатели стоянки использовали огонь.